# Поройков, Владимир Васильевич
Владимир Васильевич Поройков (род. 1 августа 1951 года, Кролевец, Сумская область, УССР, СССР) — советский и российский учёный, специалист в области медицинской биоинформатики, член-корреспондент РАН (2019).

## Биография
Родился 1 августа 1951 года в Кролевце Сумской области УССР.
В 1974 году — окончил физический факультет МГУ, специальность — биофизика.
С 1974 по 1995 годы — работал в НИИ по биологическим испытаниям химических соединений, где прошёл путь от старшего лаборанта до заведующего отделом.
В 1981 году — защитил кандидатскую диссертацию, тема: «Исследование конформационных свойств регулярных вторичных структур в связи с особенностями последовательностей аминокислот».
В 1995 году — защитил докторскую диссертацию, тема: «Компьютерное прогнозирование в разработке лекарственных препаратов».
С 1995 года по настоящее время — работает в Институте биомедицинской химии имени В. Н. Ореховича, куда был приглашён академиком РАМН А. И. Арчаковым и организовал лабораторию структурно-функционального конструирования лекарств, с 1998 по 2008 годы — и. о. заместителя директора по научной работе, с 2008 года — заведующий отделом биоинформатики института.
В 2019 году — избран член-корреспондентом РАН.

## Научная деятельность
Специалист в области медицинской биоинформатики.
Ведёт исследования в областях молекулярного моделирования, распознавания образов, биоинформатики, сравнительной геномики, компьютерной химии, компьютерное конструирование лекарств, постгеномные технологии.
Под его руководством разработан ряд компьютерных программ, в том числе PASS (Prediction of Activity Spectra for Substances), которая со средней точностью в 95 % выдаёт прогноз более 4000 видов биологической активности по структурной формуле вещества.
Автор 281 научной работы, одного патента.
Под его руководством защищены 1 докторская и 14 кандидатских диссертаций.

## Награды
- Медаль ордена «За заслуги перед Отечеством» II степени (28 февраля 2023) — за заслуги в научной деятельности и многолетнюю добросовестную работу[3]
- Медаль «В память 850-летия Москвы» (1998)